# 二乔先生
二乔先生，原名乔乔，中国漫画家、插画师。西安美术学院毕业。曾任职于西安LOOK漫画工作室、西安群众艺术馆漫画班动漫班、西安玛雅动画公司，还是西安桥合动漫科技有限公司的创立者。
乔乔以创造动漫角色“唐妞”而知名。这个角色以唐代侍女俑的妆容为蓝本，以动漫手法创作而成。2016年在春节联欢晚会西安会场首次亮相，后成为陕西历史博物馆的形象代言。